# 利姆赖
利姆赖（法語：Limeray，法語發音：[limʁɛ] ⓘ）是法国安德尔-卢瓦尔省的一个市镇，属于图尔区。

## 地理
利姆赖（47°27'34"N, 1°2'29"E）面积14.39 平方千米，位于法国中央-卢瓦尔河谷大区安德尔-卢瓦尔省，该省份为法国中西部省份，北起萨尔特省、东北接卢瓦-谢尔省，东南接安德尔省，南至维埃纳省，西临曼恩-卢瓦尔省。
与利姆赖接壤的市镇（或旧市镇、城区）包括：圣旺莱维涅、康热、沙尔热、锡斯河畔波塞。

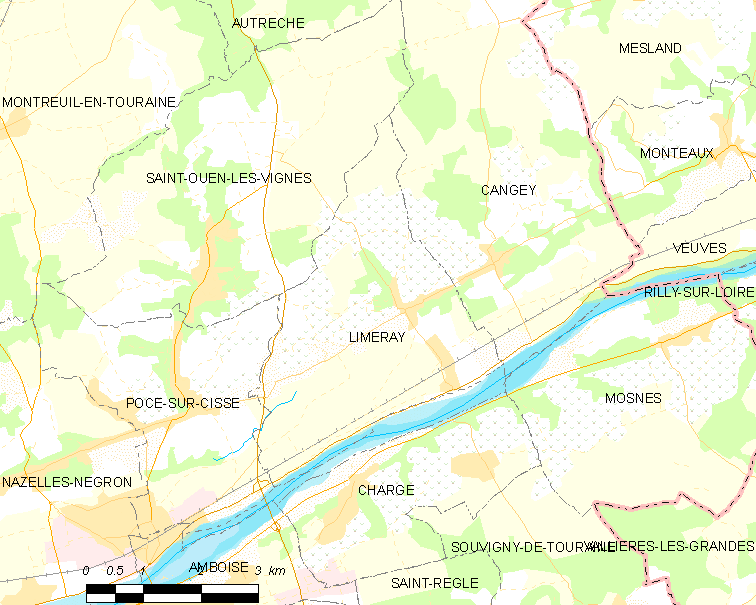
利姆赖的OSM定位图

利姆赖的时区为UTC+01:00、UTC+02:00（夏令时）。

## 行政
利姆赖的邮政编码为37530，INSEE市镇编码为37131。

## 政治
利姆赖所属的省级选区为昂布瓦斯县。

## 人口

1962-2008年间利姆赖人口变化图示

利姆赖于2022年1月1日时的人口数量为1261人。